# Budellam
Budellam va ser un grup pioner de hardcore punk en català format el 1988 a la Roca del Vallès per Roger Pelàez (veu), Sisa (guitarra), Joan (guitarra), Jordi «Unclu Garrot» (baix) i Legal (bateria) després de la dissolució d'Anti/Dogmatikss i Suicidal Vailets, amb lletres polítiques i iròniques a la vegada. Posteriorment, amb la separació de Budellam el 1995, els seus membres van fundar el segell discogràfic independent Carnús Records i van continuar en actiu en diferents grups com Afganistan-Yeye's i Zombi Pujol.

## Discografia
- Tot hi cap (EP, 1990)
- Nascuts per ser carn d'olla (1992)
- Xung vibrations (1993)
- Animals (compartit amb The Lucky 7, 1994)
- Discografia roquerola completa (recopilatori, 2013)